# Джунусов, Гумар Сейдалиевич
Гумар Сейдалиевич Джунусов (1900—1938) — советский и казахский партийный и государственный деятель.

## Биография
Джунусов Гумар Сейдалиевич родился в 1900 году в г. Семипалатинске в семье крестьянина. Член КПСС с 1928 г.
В мае 1912 окончил татарскую школу «Благотворительное общество» в г. Семипалатинске, в 1914 году русскую приходскую школу в г. Семипалатинске, учился в торговой школе г. Семипалатинска. В каникулярное время 1917 и 1918 г. работал конторщиком в банке «Общество взаимного кредита» г. Семипалатинск.
В 1920 г. инструктор Семипалатинского губернского Союза потребительских обществ. С апреля 1921 г. по май 1923 г. работал писарем, а затем судьей в уездных судах Семипалатинской губернии.
С мая по ноябрь 1925 года народный судья Семипалатинской губернии.
С ноября 1925 по август 1926. Уполномоченный Губсуда по Семипалатинскому уезду.
С августа 1926 по февраль 1928. Член Семипалатинского губернского суда.
С февраля 1928 по май 1929. Прокурор Каркаралинского уезда.
С 25 июня 1929 года прокурор Кзыл-Ординской окружной прокуратуры.
С 13 января 1930 года председатель окружного избирательного комитета г. Кзыл-Орда. С апреля по декабрь 1930 г. председатель Кзыл-Ординского районного исполнительного комитета ВКП(б) г. Кзыл-Орда.
С декабря 1930 по февраль 1931. Председатель Казахского отделения Верховного суда СССР в г. Алма-Ата.
С августа 1932 года заместитель председателя СНК г. Алма-Ата.
С апреля 1933 года председатель Кокчетавского районного исполнительного комитета ВКП(б).
С ноября 1934 года председатель Акмолинского районного исполнительного комитета ВКП(б) Карагандинской области.
9 июля 1937 года арестован. 13 марта 1938 года Верховный суд СССР признал доказанным обвинение в преступлениях, предусмотренных статьями 58-2, 58-8, 58-11 УК РСФСР и приговорил к высшей мере наказания. Реабилитирован 31 января 1959 г. Верховный Суд СССР.